# Boiry-Notre-Dame
Boiry-Notre-Dame is een gemeente in het Franse departement Pas-de-Calais (regio Hauts-de-France) en telt circa 444 inwoners (2019). De plaats maakt deel uit van het arrondissement Arras.

## Geografie
De oppervlakte van Boiry-Notre-Dame bedraagt 6,1 km², de bevolkingsdichtheid is 68,5 inwoners per km².
De onderstaande kaart toont de ligging van Boiry-Notre-Dame met de belangrijkste infrastructuur en aangrenzende gemeenten.

## Demografie
Onderstaande figuur toont het verloop van het inwonertal (bron: INSEE-tellingen).